# John E. Sheridan
John Edward Sheridan (* 15. September 1902 in Waterbury, Connecticut; † 12. November 1987 in Philadelphia, Pennsylvania) war ein US-amerikanischer Politiker. Zwischen 1939 und 1947 vertrat er den Bundesstaat Pennsylvania im US-Repräsentantenhaus.

## Werdegang
John Sheridan besuchte die öffentlichen Schulen seiner Heimat und studierte danach bis 1925 an der University of Pennsylvania. Nach einem anschließenden Jurastudium an der Temple University und seiner 1931 erfolgten Zulassung als Rechtsanwalt begann er in seiner Heimatstadt in diesem Beruf zu arbeiten. Zwischen 1934 und 1937 war er stellvertretender Attorney General von Pennsylvania. 1937 gehörte er im Philadelphia County einer Kommission zur Reform des dortigen Steuerwesens an. In den Jahren 1938 und 1939 war er juristischer Berater der Delaware River Bridge Commission. Politisch schloss sich Sheridan der Demokratischen Partei an. In den Jahren 1932 bis 1944 nahm er als Delegierter an allen vier Democratic National Conventions teil, auf denen jeweils Franklin D. Roosevelt als Präsidentschaftskandidat nominiert wurde.
Nach dem Tod des Abgeordneten J. Burrwood Daly wurde Sheridan bei der fälligen Nachwahl für den vierten Sitz von Pennsylvania als dessen Nachfolger in das US-Repräsentantenhaus in Washington, D.C. gewählt, wo er am 7. November 1939 sein neues Mandat antrat. Nach drei Wiederwahlen konnte er bis zum 3. Januar 1947 im Kongress verbleiben. Bis 1941 wurden dort die letzten der New-Deal-Gesetze der Roosevelt-Regierung verabschiedet. Seit 1941 war auch die Arbeit des Kongresses von den Ereignissen des Zweiten Weltkrieges und dessen Folgen geprägt. Im Jahr 1946 verzichtete Sheridan auf eine weitere Kongresskandidatur.
Nach dem Ende seiner Zeit im US-Repräsentantenhaus arbeitete er wieder als Rechtsanwalt. Zwischen 1954 und 1962 gehörte er als Oberst der United States Air Force an. Von 1954 bis 1965 saß Sheridan im Bezirksausschuss zur Überarbeitung der Gesetzgebung. Außerdem war er in Philadelphia Generalkonsul für Monaco. Er starb am 12. November 1987 in Philadelphia und wurde auf dem Nationalfriedhof Arlington in Virginia beigesetzt.